# Súper, todo Chile adentro
Súper, todo Chile adentro es una película chilena de 2009. 
Esta es una comedia coral sobre las andanzas de distintos personajes dentro de un supermercado santiaguino. Dirigida por Fernanda Aljaro y Felipe del Río, contando con un elenco de reconocidos actores chilenos de gran renombre y la participación especial de la modelo argentina Pampita, quien hace su debut en el cine chileno. 

## Sinopsis
Super es una comedia que a través de diversas situaciones, todas dentro de los pasillos de un gran supermercado, retrata a personajes necesitados de ser escuchados que se debaten entre el consumo, el exitismo y la obsesión por la televisión. Están los vecinos que nunca se han hablado, las promotoras acosadas por jovenzuelos, la pareja cazadora de famosos e incluso los vendedores de fiambre expertos en la ciencia del completo.

## Reparto
- Pampita como Chamila Hudson.
- Nicolás Saavedra como Peter.
- Carolina Varleta como María Juana.
- Marcial Tagle como Jaime.
- Alejandra Vega como Sofía.
- Antonella Ríos como Lorenza.
- Gonzalo Robles como Supervisor Vivados.
- Catalina Guerra como Clienta Standard.
- Álvaro Viguera como Manolo.
- Diego Muñoz como Leo.
- Solange Lackington como Nora.
- Alejandro Trejo como Edwin.
- Carolina Courbis como Luisa.
- Héctor Morales como Walter.
- Jorge Zabaleta como Scott.
- Marita García como María García.
- Diego Ruiz como Mauricio.
- Luis Uribe como Luis.
- Julio Jung como Julio.
- Mariana Loyola como Nancy.
- Pablo Díaz como René.
- Boris Quercia como Hugo.
- Ramón Llao como Carlos.
- Fernando Farías como Sr. Farías
- Juan Pablo Miranda como Reponedor.
- Roberto Pávez como Perro Mario.
- Benjamín Vicuña como Ortega.
- José Martínez como José.
- Ramón González como Secuaz.
- Danilo Pedreros como Matón.
- Aldo Palligas como Super.
- Aldo Parodi como Hombre del Parche.
- Jack Arama como El Villano.
- Fernando Kliche como El Gurú.
- Margarita Guzmán como Rita.
- Fernando Godoy como Parra.
- Francisco Ossa como Supervisor Jiménez.
- Simón Pascal como Villanueva.
- Luciano Cruz-Coke como Gastón.
- Carolina Castillo como Cajera.